# Toots Thielemans

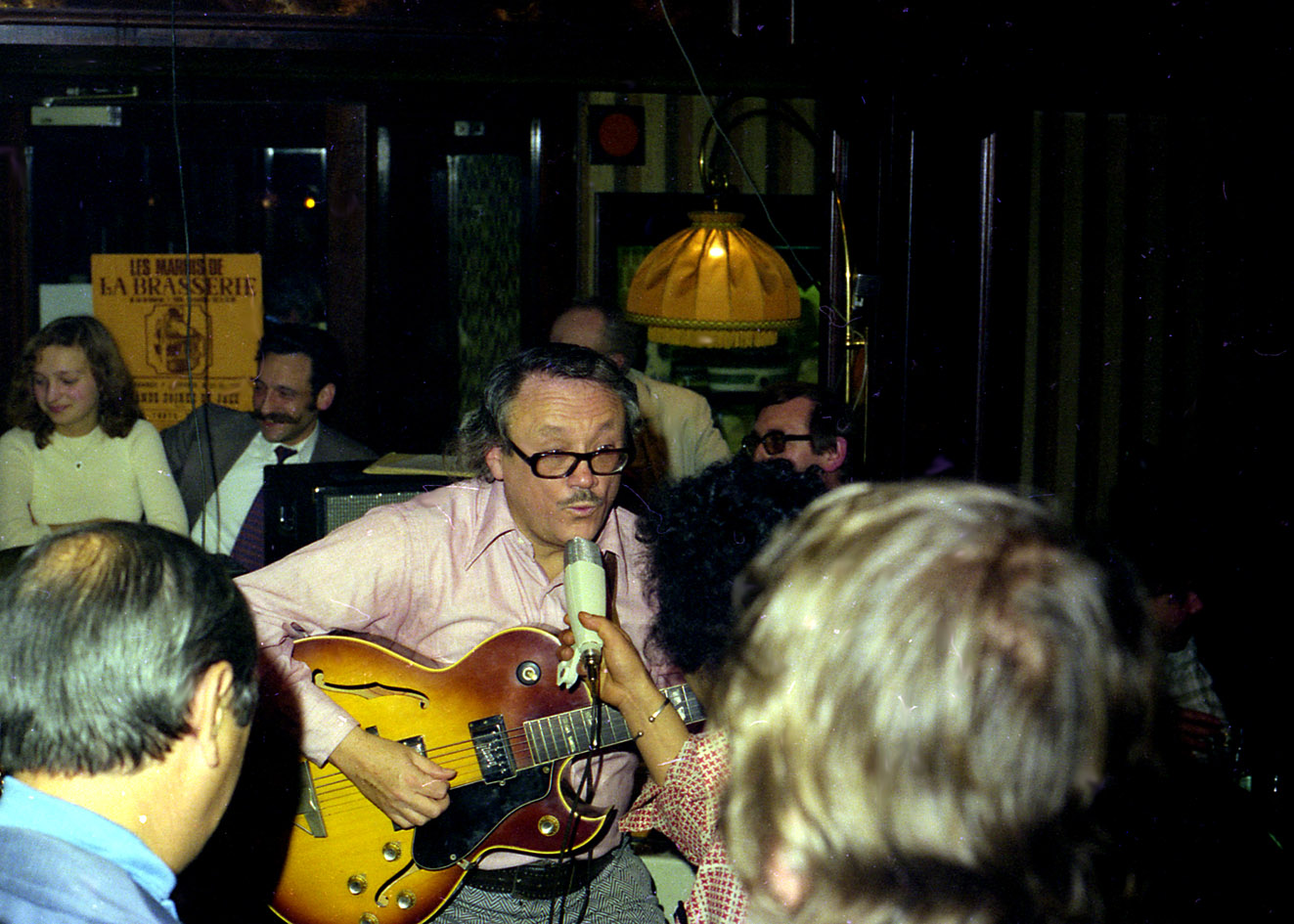
Toots på La Brasserie i Bryssel 1975.

Jean Baptiste Frédéric Isidor (Toots) Thielemans, från 2001 Baron Thielemans, född 29 april 1922 i Bryssel, död 22 augusti 2016 i Braine-l'Alleud, var en belgisk-amerikansk jazzmusiker. Hans speciella stil bestod dels i att spela gitarr och vissla unisont till (även i improvisationerna), dels i att spela kromatiskt munspel, vilket fick en speciell klangfärg. Hans musikstil var lätt, luftig och mycket melodiös. 

## Biografi
Thielemans föddes i Bryssel, där hans föräldrar ägde ett café. Han började spela musik i tidig ålder med hjälp av ett hemmagjort dragspel. Under den tyska ockupationen av Belgien med början 1940 drogs han till jazzen och dragspel och munspel blev hans instrument i tonåren. Efter att ha introducerats till den belgiskfödde jazzgitarristen Django Reinhardts musik blev han även inspirerad att lära sig spela gitarr, vilket han gjorde genom att lyssna på Reinhardts inspelningar. Efter att ha varit högskolestudent ansåg han sig vid krigsslutet 1945 kunna verka som heltidsmusiker. 
År 1949 medverkade han i en jam session i Paris med Sidney Bechet, Charlie Parker, Miles Davis, Max Roach med flera. Han hörde för första gången bebop på skivor av Parker och Dizzy Gillespie efter att de hade nått Belgien efter kriget. De blev hans musikaliska förebilder. Men även musik av Benny Goodman och Lester Young var viktiga för honom. 
Thielemans första professionella spelningar var med Benny Goodmans band, då de turnerade i Europa 1949 och 1950. Thielemans flyttade till USA 1952 och var där medlem i Charlie Parkers All-Stars och arbetade med Miles Davis och Dinah Washington. År 1957 blev han en amerikansk medborgare. Från 1953 till 1959 spelade han med George Shearing och ledde sedan sina egna band på turnéer i USA och Europa. År 1961 spelade han in en av sina egna kompositioner, "Bluesette", där han spelade gitarr och visslade. 
Thielemans användning av munspel och Rickenbacker 325-gitarr i slutet av femtiotalet inspirerade en ung John Lennon att använda samma instrument.
Under 1970- och 1980-talet fortsatte han turnera och spela in med musiker som Oscar Peterson, Bill Evans, Dizzy Gillespie, Kenny Werner, Pat Metheny, Jaco Pastorius, Elis Regina, Billy Joel och Paquito D'Rivera.
Bland den filmmusik som Thielemans komponerat kan nämnas The Pawnbroker (1964), Midnight Cowboy (1969), The Getaway (1972), Turkish Delight (1973), Cinderella Liberty (1973), The Sugarland Express (1974), Looking for Mr. Goodbar (1977), Jean de Florette (1986) och French Kiss (1995). Hans munspelande var också ledmotivet till den populära TV-serien Sesam under 40 år. 
Han har även gjort musiken till filmen Dunderklumpen!. I denna film lånade han även ut sin röst till rollfiguren Pellegnillot. 1963 medverkade Toots i Svenska Ords revy Hålligång, där han bland annat i öppningsnumret på dialekt framförde Löpar-Nisses monolog från Värmlänningarna. Här uruppfördes även Bluesette, som året därpå framfördes av Monica Zetterlund i Gula hund, då med titeln Bedårande sommarvals och text skriven av Hans Alfredson och Tage Danielsson.
Thielemans har spelat med många välkända jazzmusiker som exempelvis Miles Davis, Charlie Parker, Quincy Jones, Peggy Lee, Putte Wickman, George Shearing, Ella Fitzgerald, Shirley Horn, Oscar Peterson, Sonny Rollins, Oscar Castro, Svend Asmussen, Monica Zetterlund, Milton Nascimento, Jaco Pastorius, Elis Regina samt Sivuca. Han har även samarbetat med popartister som Paul Simon och Billy Joel.
Thielemans talade förutom nederländska även franska, tyska, engelska och svenska.
Thielemans var fortsatt aktiv upp i hög ålder och var så sent som våren år 2008 på konsertturné i Sverige.

## Diskografi (i urval)

### Enskilda album
- The Sound (1958)
- Man Bites Harmonica! (1958)
- The Soul of Toots Thielemans (1960)
- Captured Alive (1974)
- Toots Thielemans Live (1974)
- Live, Vol. 2 (1975)
- Toots Möter Taube (1978)
- Live in the Netherlands med Niels-Henning Ørsted Pedersen (1980)
- Bringing It Together (1984)
- Do Not Leave Me (1986)
- Only Trust Your Heart (1988)
- Footprints (1991)
- For My Lady (1991)
- The Brasil Project (1993)
- The Brasil Project vol 2. (1993)
- Compact Jazz (1993)
- East Coast, West Coast (1994)
- Concerto For Harmonica (1995)
- Aquarelo do Brasil (1995)
- Chez Toots (1998)
- The Live Takes, volume 1 (2000)
- Hard to Say Goodbye, the very best of Toots Thielemans (2000)
- Toots Thielemans & Kenny Wener (2001)
- Live at the Hague Jazz Festival (2010)
- European Quartet Live (2010)

### Samarbeten
- med George Shearing: Beauty and the Beat (1958)
- med George Shearing: Shearing on Stage! (1959)
- med George Shearing & Dakota Staton: In the Night (1958)
- med Peggy Lee: Blues Cross Country (1962)
- med Peggy Lee: Somethin' Groovy! (1967)
- med Elis Regina: Honeysuckle Rose Aquarela Do Brasil (1969)
- med Quincy Jones: Walking in Space (1969)
- med Quincy Jones: Smackwater Jack (A&M, 1971)
- med Brook Benton: Brook Benton Today (1970)
- med Melanie: Gather Me (1971)
- med John Denver: Aerie (1971)
- med Svend Asmussen: Toots & Svend (1973)
- med John Denver: Farewell Andromeda (1973)
- med Beppe Wolgers: Dunderklumpen (1974)
- med Paul Simon: Still Crazy After All These Years (1975)
- med Oscar Peterson: The Oscar Peterson Big 6 at Montreux (1975)
- med Urbie Green: The Fox (1976)
- med Östen Warnerbring: Höresund (1979)
- med C.V. Jørgensen: Johnny Larsen (1979)
- med Bill Evans: Affinity (1979)
- med Dizzy Gillespie: Digital at Montreux, 1980 (1980)
- med Oscar Peterson: Live at the North Sea Jazz Festival, 1980 (1980)
- med Sarah Vaughan: Songs of The Beatles (1981)
- med Jaco Pastorius: Word of Mouth (1981)
- med Joe Pass och Niels-Henning Ørsted Pedersen: Live in the Netherlands (1982)
- med Billy Joel: An Innocent Man (1983)
- med Julian Lennon: Valotte (1984)
- med Mezzoforte: Check It Out (1986)
- med James Last: Theme from Der Landarzt (1987)
- med Svend Asmussen: Toots & Svend (1987)
- med Pat Metheny: Secret Story (1992)
- med Gösta Rundqvist Trio: Bernhard's Boat (1997)
- med Åke Johansson Trio and Chet Baker: Chet & Toots (1998)
- med Danska Radions Big Band och Etta Cameron: Lady Be Good (2003)
- med James Taylor: James Taylor at Christmas (2006)
- med Tito Puente: Live in Brussels (2011)

## Hedersbetygelser och utmärkelser

### Hederstitlar[11]
- Upphöjd till baron av kung Albert II
- Kommendör i den belgiska Leopoldordern
- Riddare i den belgiska Leopold II:s orden
- Riddare i den franska Arts et Lettres-orden
- Kommendör i den brasilianska Rio Branco-orden
- Hedersdoktor vid universiteten VUB och ULB.

### Utmärkelser
- Grammy Award-nominering för bästa instrumentala tema "Bluesette": 1964[12]
- DownBeat-vinnare Diverse instrument (munspel): 1978→1996, 1999→2008, 2011, 2012[13]
- Grammy Award-nominering för bästa stora jazzensemblealbum för "Affinity": 1980[14]
- Grammy Award-nominering för bästa jazzinstrumentalsolo för "Bluesette": 1992
- Zamu Music Lifetime Achievement Award: 1994
- North Sea Jazz Bird Utmärkelse: 1995[15]
- Edison Jazz Karriärpris: 2001[16]
- Tyska jazztrofén: 2004[17]
- Octaves de la Musique Årets album "One More for the Road": 2006[18]
- Brons Zinneke Priset: 2006[19]
- NEA Jazz Master Award: 2009[20]
- Klara Karriärpris: 2007[21]
- Concertgebouw Jazz Award: 2009[22]
- Premio Donostiako Festival de Jazz de San Sebastián: 2011[23]
- Hedersmedlem i Union of Performing Artists: 2011[24]
- Académie Charles Cros Karriärpris: 2012[25]
- Music Industry Lifetime Achievement Award: 2017[26]
- IFMCA Awards Bästa samlingsalbum för filmmusik “The Cinema of Quincy Jones” (nominering): 2017[27]
- Asteroiden 13079 Toots är uppkallad efter honom.[28]

### Hänvisningar till namnet
- 2 Hohner munspeltyper: Toots Mellow Tone[29] och Toots Hard Bopper[30]
- Toots Thielemans Jazz Awards i Bryssel, sedan 2007[31]
- Straten i Forest (Rue Toots Thielemans) och Middelburg (Toots Thielemansstraat)[32]
- Skolor i Bryssel, E.F.A. A.R. Toots Thielemans[33], och Athénée Royal Toots Thielemans[34]
- Bryssels tunnelbana station Toots Thielemans[35]
- En asteroid, 13079 Toots[36]

Thielemans var hedersmedborgare i Dinant, Molenbeek, Sint-Amands och La Hulpe